# Zaniolepis frenata
Zaniolepis frenata är en fiskart som beskrevs av Eigenmann och Eigenmann, 1889. Zaniolepis frenata ingår i släktet Zaniolepis och familjen Hexagrammidae. Inga underarter finns listade i Catalogue of Life.